# Morgaušskij rajon
Il Morgaušskij rajon (in russo Моргаушский район?; in lingua ciuvascia: Муркаш районĕ) è un rajon della Repubblica Ciuvascia, nella Russia europea; il capoluogo è il villaggio di Morgauši. Istituito il 10 febbraio 1944, ricopre una superficie di 845,34 chilometri quadrati e ospita una popolazione di 31 277 abitanti. Il rajon è suddiviso in 16 insediamenti rurali. Il Volga scorre lungo il confine settentrionale del distretto per 15 km.